# Marek Chądzyński
Marek Chądzyński (ur. 1974) – dziennikarz ekonomiczny. Absolwent Wydziału Dziennikarstwa i Nauk Politycznych na Uniwersytecie Warszawskim.
Od 2008 do 2021 roku pracował w Dzienniku Gazecie Prawnej, z roczną przerwą, podczas której pisał do Obserwatora Finansowego. Wcześniej związany m.in. z Gazetą Giełdy „Parkiet” oraz Polską Agencją Prasową. Od sierpnia 2021 roku dziennikarz portalu 300Gospodarka.
W 2002 roku został laureatem nagrody Ostre Pióro, nagrody przyznawanej dziennikarzom przez Business Centre Club.
W 2018 roku był nominowany do nagrody Grand Press Economy za skrupulatne kontrolowanie finansów publicznych i analizy podstawowych parametrów gospodarczych oraz uczciwe weryfikowanie twierdzeń wygłaszanych przez polityków, którzy często nie mówią, jak jest, tylko jak chcieliby, żeby było.